# رامون كاريزاليس
رامون كاريزاليس (من مواليد 8 نوفمبر 1952) هو سياسي فنزويلي شغل منصب نائب رئيس فنزويلا من يناير 2008 إلى يناير 2010. كان كاريزاليس عقيدًا في القوات المسلحة الفنزويلية (تقاعد عام 1994) وتلقى تعليمه في الأكاديمية الفنزويلية للعلوم العسكرية، حيث تخرج عام 1974.
تم تعيينه نائبًا للرئيس من قبل الرئيس هوغو شافيز في يناير 2008 بعد أن شغل سابقًا منصب رئيس الصندوق الوطني للنقل الحضري من 2000 إلى 2004، ووزير البنية التحتية من 2004 إلى 2006، ووزير الإسكان من 2007 إلى 2008. في عام 2009 عين تشافيز كاريزاليس في منصب وزير الدفاع.
في 25 يناير 2010 استقال كاريزاليس من منصب وزير الدفاع ونائب الرئيس لأسباب شخصية.

## العقوبات
في 25 فبراير 2019 فرض مكتب مراقبة الأصول الأجنبية التابع لوزارة الخزانة الأمريكية عقوبات سارية على كاريزاليس وحكام ثلاث ولايات فنزويلية أخرى بسبب تورطهم المزعوم في الفساد وعرقلة إيصال المساعدات الإنسانية.
تم فرض عقوبات على كاريزاليس من قبل الحكومة الكندية في 15 أبريل 2019 بموجب قانون التدابير الاقتصادية الخاصة. وقال بيان الحكومة إن «العقوبات طالت كبار المسؤولين في نظام مادورو وحكام المناطق والأشخاص المتورطين بشكل مباشر في أنشطة تقوض المؤسسات الديمقراطية». صرحت وزيرة الخارجية كريستيا فريلاند «يجب محاسبة ديكتاتورية مادورو على هذه الأزمة وحرمان الفنزويليين من أبسط حقوقهم واحتياجاتهم، وتلتزم كندا بدعم الاستعادة السلمية للديمقراطية الدستورية في فنزويلا».